# آنتونیو لوپز (بازیکن فوتبال)
آنتونیو لوپز (انگلیسی: Antonio López؛ زادهٔ ۲۰ مهٔ ۱۹۶۵) بازیکن فوتبال اهل اسپانیا است که در پست مهاجم وسط بازی می‌کند.